# OR7A5
OR7A5 (англ. Olfactory receptor family 7 subfamily A member 5) – білок, який кодується однойменним геном, розташованим у людей на короткому плечі 19-ї хромосоми. Довжина поліпептидного ланцюга білка становить 319 амінокислот, а молекулярна маса — 35 579.
| 10         |  | 20         |  | 30         |  | 40         |  | 50         |
| ---------- |  | ---------- |  | ---------- |  | ---------- |  | ---------- |
| MEPGNDTQIS |  | EFLLLGFSQE |  | PGLQPFLFGL |  | FLSMYLVTVL |  | GNLLIILATI |
| SDSHLHTPMY |  | FFLSNLSFAD |  | ICVTSTTIPK |  | MLMNIQTQNK |  | VITYIACLMQ |
| MYFFILFAGF |  | ENFLLSVMAY |  | DRFVAICHPL |  | HYMVIMNPHL |  | CGLLVLASWT |
| MSALYSLLQI |  | LMVVRLSFCT |  | ALEIPHFFCE |  | LNQVIQLACS |  | DSFLNHMVIY |
| FTVALLGGGP |  | LTGILYSYSK |  | IISSIHAISS |  | AQGKYKAFST |  | CASHLSVVSL |
| FYGAILGVYL |  | SSAATRNSHS |  | SATASVMYTV |  | VTPMLNPFIY |  | SLRNKDIKRA |
| LGIHLLWGTM |  | KGQFFKKCP  |  |            |  |            |  |            |

A: Аланін

C: Цистеїн

D: Аспарагінова кислота

E: Глутамінова кислота

F: Фенілаланін

G: Гліцин

H: Гістидин

I: Ізолейцин

K: Лізин

L: Лейцин

M: Метіонін

N: Аспарагін

P: Пролін

Q: Глутамін

R: Аргінін

S: Серин

T: Треонін

V: Валін

W: Триптофан

Кодований геном білок за функціями належить до рецепторів, g-білокспряжених рецепторів, білків внутрішньоклітинного сигналінгу. 
Локалізований у клітинній мембрані, мембрані.